# Cetate
Cetate es una comuna ubicada en el distrito de Dolj, Rumania.

## Superficie
Posee una superficie de 86,80 kilómetros cuadrados.

## Demografía
Hasta 2021 la población era de 4572 habitantes, con una densidad de población de 52,67 habitantes por kilómetro cuadrado.